# Nulvi
Nulvi (en sardo Nujvi) es una localidad italiana de la provincia de Sassari, región de Cerdeña,  con 2.938 habitantes.

## Evolución demográfica
| Gráfica de evolución demográfica de Nulvi entre 1861 y 2001 |
|                                                             |
| Fuente ISTAT - elaboración gráfica de Wikipedia             |